# Teleologiska gudsbeviset
Det teleologiska gudsbeviset (från grekiska telos) eller ändamålsargumentet är ett gudsbevis som finns i några olika varianter. En variant går ut på att lika verkan implicerar lika orsak. Om vi har observerat att x orsakar y och vi observerar ett y så kan vi alltså sluta oss till att det är orsakat av x. Universum liknar en perfekt artefakt och av detta kan vi sluta oss till att universum är skapat och eftersom det är perfekt så måste också skaparen vara perfekt. Beviset kan formuleras på följande sätt:
1. Världsalltet är alltför komplext, ordnat, anpassningsbart, och målmedvetet för att ha uppkommit slumpmässigt eller av en tillfällighet.
2. Därför måste världsalltet ha blivit skapat av ett känslomässigt, intelligent, vist eller målmedvetet varande.
3. En gud är just ett sådant känslomässigt, intelligent, vist eller målmedvetet varande.
4. Därför borde en gud existera.